# Myrne (osiedle typu miejskiego w obwodzie ługańskim)
Myrne (ukr. Мирне) – osiedle typu miejskiego na Ukrainie, w obwodzie ługańskim, w faktycznie niefunkcjonującym rejonie ługańskim, od 2014 pod kontrolą marionetkowej, uzależnionej od Rosji Ługańskiej Republiki Ludowej. W 2001 liczyło 471 mieszkańców, spośród których 35 wskazało jako ojczysty język ukraiński, 434 rosyjski, a 2 romski.